# Laguna Helada
La laguna Helada es un cuerpo superficial de agua ubicado en la Región de Antofagasta, unos 8 km al este del salar de Tara y muy cerca de la frontera internacional. Es también el plano de equilibrio de una cuenca endorreica que por extensión lleva su nombre y es la más oriental de todo el país. La cuenca posee su punto más elevado en el Nevado de Poquis con 5.745 m s. n. m. y su litología es exclusivamente volcánica.: 5 : 62 

## Ubicación y descripción
Sus características morfométricas y climatológicas más relevantes son:: II-89 
- altura: 4300 m
- superficie de la cuenca: 221 km²
- superficie del salar: 5,8 km²
- superficie de la laguna 5,8 km²
- precipitaciones: 180 mm/año
- evaporación potencial: 1500 mm/año
- temperatura media: 0 °C